# Ragnar Abrahmsén
Ragnar Oskar Abrahmsén, född 17 maj 1903 i Nora, död 17 maj 1984 i Bromma, var en svensk väg- och vattenbyggnadsingenjör.
Abrahmsén, som var son till bergsingenjör Oscar Abrahmsén och Gerda Larsson, utexaminerades efter studentexamen i Örebro 1922 från Kungliga Tekniska högskolan 1927 och avlade reservofficersexamen 1929. Han var anställd vid AB Vattenbyggnadsbyrån i Stockholm 1927–1928, AB Konstruktör i Gävle 1929, Byggnadsfirma Axel Ohlsson i Stockholm 1930, Slussbyggnadskommittén 1931, Krångede AB 1934–1936 och 1941–1946, var arbetschef vid Byggnadsfirma Algot Lindgren i Stockholm 1936–1941, Indalsälvens och Faxälvens vattenregleringsföretag 1946 och var byggnadschef där från 1955. Han blev fänrik i Fortifikationens reserv 1930, underlöjtnant där 1932, löjtnant där 1934, löjtnant i Väg- och vattenbyggnadskåren 1931, kapten där 1940 och major där 1957. 